# Logementschip

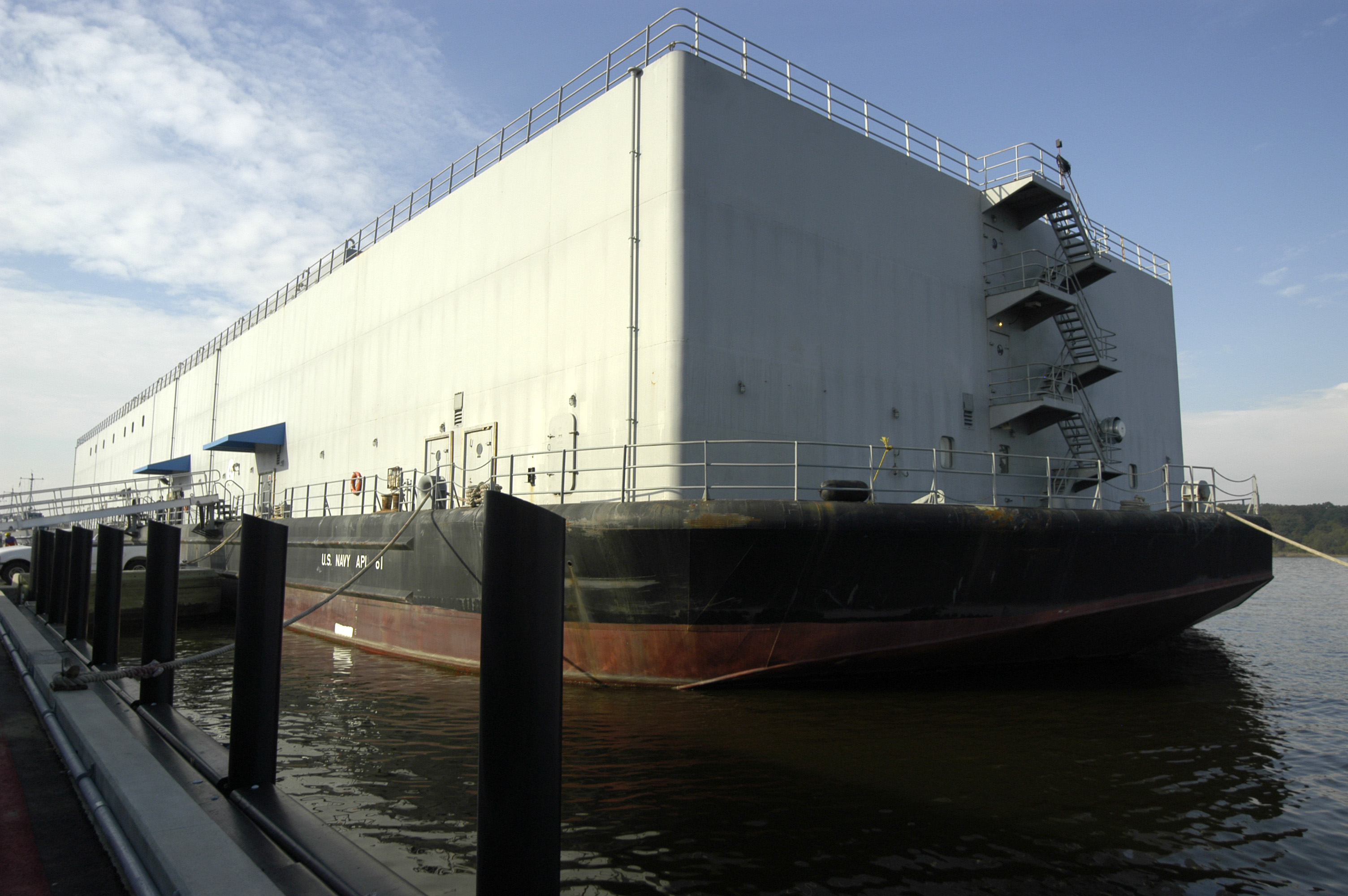
Logementschip van de Amerikaanse marine

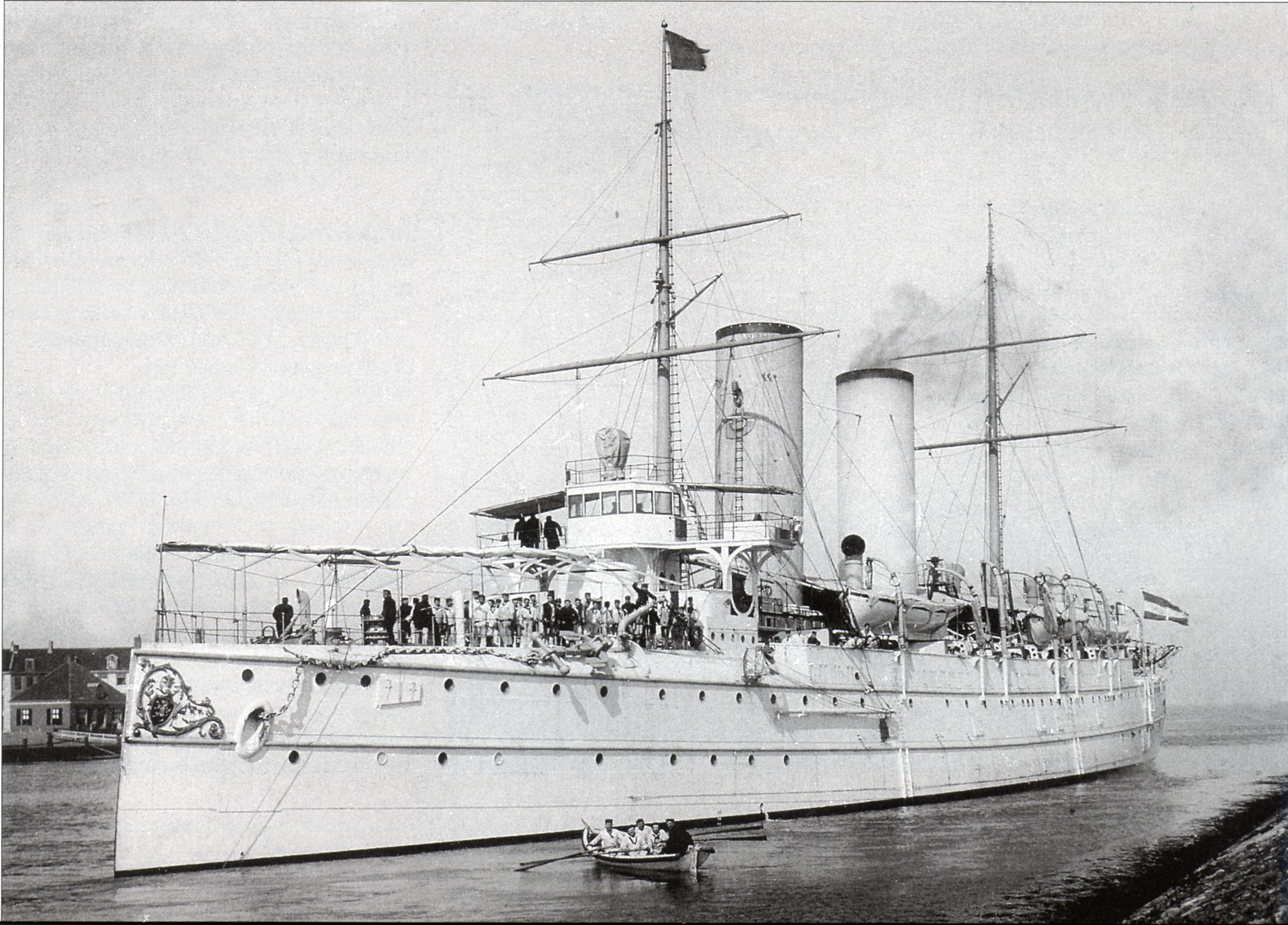
Noord-Brabant als logementschip

Een logementschip is een niet-varend, vaak voormalig marineschip, dat gebruikt wordt voor het bieden van accommodaties voor marinepersoneel.
Een logementschip kan ook worden gebruikt als een opvangeenheid voor mariniers of matrozen die een tijdelijk verblijf nodig hebben voordat ze aan hun schip worden toegewezen. Voorbeelden van logementschepen die voorheen als marineschip diende zijn de Trompklasse kruisers of het pantserdekschip Hr.Ms. Noord-Brabant. Een voorbeeld van een hedendaags logementsschip ('botel' genoemd) is Hr.Ms. Cornelis Drebbel uit 1971. De gezagvoerder op dit soort schepen heet hier 'schipper'.